# Helen Alfredsson

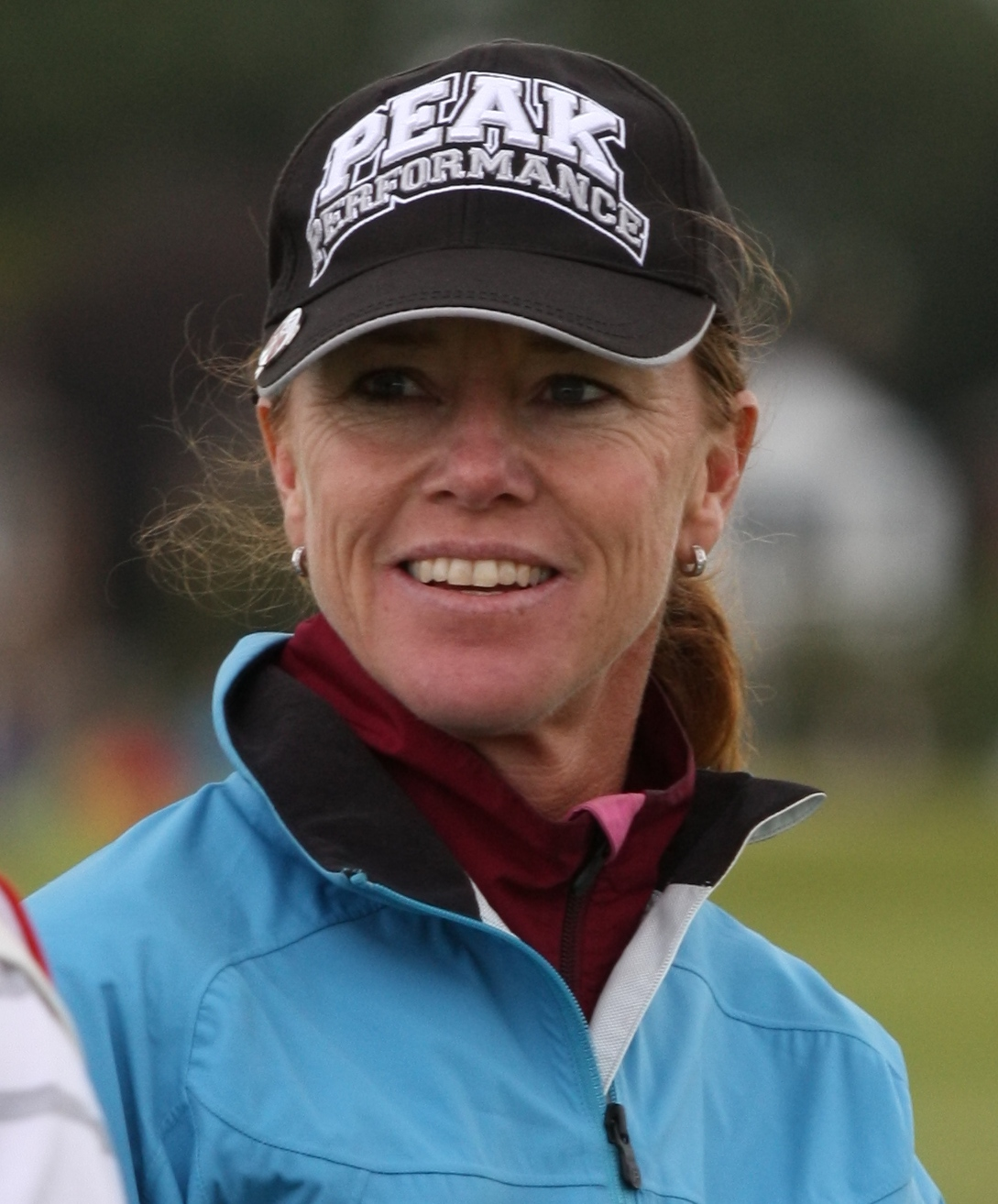
2009

Helen Alfredsson (Göteborg, 9 april 1965) was een Zweedse golfprofessional. Ze speelde op de Amerikaanse PGA Tour en de Ladies European Tour. In 2013 is ze gestopt met professioneel golfen.  

## Amateur
Helen Alfredsson heeft regelmatig namens Zweden in het buitenland gespeeld. Na haar studie aan de United States International University probeerde zij in Parijs model te worden. Ze speelde golf op de Zweedse Telia Tour en na enkele overwinningen besloot ze toch voor golf te kiezen. 

### Gewonnen
- Nationaal Kampioenschap: 1981, 1982, 1983, 1984, 1986, 1988

### Teams
- Espirito Santo Trophy: 1986, 1988

## Professional
Alfredsson werd op 1 januari 1989 professional en speelde dat jaar al op de Ladies European Tour (LET) en werd Rookie of the Year. In 1990 won ze het Women's British Open. In 1991 won ze twee toernooien op de LET, een toernooi op de Japanse Tour en een toernooi in Australië. Ze ging eind 1991 naar de Amerikaanse Tourschool, eindigde op de 17de plaats en kreeg een tourkaart. In 1992 speelde ze op de Amerikaanse Tour, waar ze weer Rookie of the Year werd en ook het jaar daarop een Major won.
Alfredsson speelde nog regelmatig in Europa en won in totaal elf keer. In 1998 won ze de Order of Merit.
Alfredsson is getrouwd met de voormalige hockeyer Kent Nilsson en stiefmoeder van zijn zoon, hockeyer Robert Nilsson.

### Gewonnen
Amerikaanse Ladies Tour
- 1993: Nabisco Dinah Shore (-4)
- 1994: PING/Welch's Championship (-14)
- 1998: The Office Depot (-11)
- 1998: Welch's/Circle K Championship (-14)
- 2003: Longs Drugs Challenge (-13)
- 2008: Evian Masters (-15) na play-off tegen Angela Park en Na Yeon Choi
- 2008: Grand China Air

Ladies European Tour
- 1990: Women's British Open
- 1991: Hennessy Ladies Cup, Trophee Coconut Skol
- 1992: Hennessy Ladies Cup, IBM Ladies Open
- 1996: Hennessy Cup
- 1997: WPGA Championship of Europe
- 2001: WPGA Championship of Europe
- 2008: Evian Masters (-15) na play-off tegen Angela Park en Na Yeon Choi

Japanse Ladies Tour
- 1991: Ellair Open
- 1992: Itoki Classic
- 1997: Itoen Tournament

Australische Ladies Tour
- 1991: Queensland Open

Elders
- 1994: Evian Masters
- 1998: Evian Masters

Other wins (2)

### Teams
- Benson & Hedges Trophy: 1991 met Anders Forsbrand
- Sunrise Cup World Team Championship: 1992 met Liselotte Neumann
- Solheim Cup: 1990, 1992, 1994, 1996, 1998, 2000, 2002, 2009 en in 2007 als captain